# 拉脫維亞國家圖書館
拉脫維亞國家圖書館成立於1919年8月29日，是拉脫維亞的國家級文化機構。拉脫維亞國家圖書館簡稱NLL，參加有眾多國際性的圖書館組織。其主建築以 '光之城堡' 為人所知。拉脫維亞國家圖書館在里加共擁有八處館區。2008年5月15日，拉脫維亞國家圖書館的新館竣工。
拉脫維亞國家圖書館的首位管理人為 Jānis Misiņš， 為圖書館員以及拉脫維亞自然科學圖書館的創辦人（1862–1945）。現在所見的建築是由在美國打響名號的拉脫維亞建築師Gunnar Birkerts（1925–2017）於1989年所設計，並於二十一世紀初期開始興建，最終於2014年開幕。

## 歷史

### 兩次世界大戰期間
拉脫維亞國家圖書館成立於1919年八月二十九，其初始名稱為國立圖書館（Valsts Bibliotēka）。其第一位圖書館員為 Jānis Misiņš（1862–1944），他以自己豐富的藏書為圖書館的館藏奠基。一年後的1920年，館內藏書已達250,000冊。同年開始, 所有出版上必須同時將出版品繳交一份至圖書館收藏。
1939至1940年間，國家圖書館接管了許多波羅的海德意志人的藏書，其中許多人移居到納粹德國。這些很大部份是波羅的海歷史與考古學會（成立於1834年）的藏品，該學會是波羅的海日耳曼人的重要學術機構。1940年為止，該圖書館館藏已達到一百七十萬冊，藏書豐富而需要一處存放於里加老城區（Jēkaba iela 6/8 and Anglikāņu iela 5）。

### 德國與蘇聯統治期間
二次世界大戰期間，德國入侵拉脫維亞(1941–1944)。 在這段時間，德國將圖書館名稱由國立圖書館改為地區圖書館（Zemes bibliotēka、Landesbibliothek），藉此削弱拉脫維亞作為主權國家的事實。
在蘇聯統治期間，該機構更名為拉脫維亞蘇維埃社會主義共和國國家圖書館（Latvijas PSR Valsts bibliotēka）。 根據蘇聯傳統，該圖書館於1966年獲得榮譽名稱，以紀念蘇聯拉脫維亞作家，已故總理維利斯·拉齊斯。1946年起，蘇聯下架館藏中「具反動危險」的作品，直至1988年蘇聯放棄控制前，受管制的館藏只有獲特別准許才能借閱。

### 獨立時期
自1991年拉脫維亞重新獨立開始，該機構便更名為拉脫維亞國家圖書館。

## 外部連結
- 官方網站 （页面存档备份，存于）
- Project of the new building of the NLL
- Friends of the National Library of Latvia
- Message to the future readers
- Live from the construction site
- World Wide Science （页面存档备份，存于）

56°57′03″N 24°07′15″E / 56.950882°N 24.120897°E